# شانکو، شیلی
شانکو، شیلی (به اسپانیایی: Chanco, Chile) یک سکونتگاه مسکونی در شیلی است که در Cauquenes Province واقع شده‌است.

## خصوصیات
شانکو ۵۲۹٫۵ کیلومترمربع مساحت و ۹٬۰۰۳ نفر جمعیت دارد و ۵۱۳ متر بالاتر از سطح دریا واقع شده‌است.